# Episodi de La que se avecina (seconda stagione)
La seconda stagione della serie televisiva La que se avecina è stata trasmessa in anteprima in Spagna da Telecinco tra il 3 aprile 2008 e il 3 agosto 2008.
| nº | Titolo originale                                                      | Titolo italiano | Prima TV Spagna | Prima TV Italia |
| -- | --------------------------------------------------------------------- | --------------- | --------------- | --------------- |
| 1  | Un soltero, un yogur con fibra y un nuevo presidente                  |                 | 3 aprile 2008   |                 |
| 2  | Un suspenso, una psicosis y un romance inconcebible                   |                 | 9 aprile 2008   |                 |
| 3  | Un pique, un show y un cuenco tibetano                                |                 | 10 aprile 2008  |                 |
| 4  | Una mentira, un bar de ambiente y una bestia de la interpretación     |                 | 17 aprile 2008  |                 |
| 5  | Un aniversario, un peluquín y una reunión de Tupper-Sex               |                 | 24 aprile 2008  |                 |
| 6  | Un teléfono, un puticlub y una humedad terrible                       |                 | 1º maggio 2008  |                 |
| 7  | Un trío, una asistenta y una lluvia de coliflores                     |                 | 8 maggio 2008   |                 |
| 8  | Una apuesta, quinientas cucarachas y una asistenta p'arriba y p'abajo |                 | 15 maggio 2008  |                 |
| 9  | Swingers, una boda exprés y una niña huerfanita                       |                 | 22 maggio 2008  |                 |
| 10 | Alcohol, langostinos y el cornudo de España                           |                 | 29 maggio 2008  |                 |
| 11 | Un datáfono, un suicida y un presidente en las últimas                |                 | 6 luglio 2008   |                 |
| 12 | Un condenado, un embarazo fantasma y un verano sin piscina            |                 | 13 luglio 2008  |                 |
| 13 | Un fontanero, un calentón y una abuela motorista                      |                 | 20 luglio 2008  |                 |
| 14 | Un parto, un crucero y un resort golf & spa                           |                 | 27 luglio 2008  |                 |
| 15 | Un robo, un bolso y una cooperativa del cannabis                      |                 | 3 agosto 2008   |                 |